# Tenderly
Tenderly ist ein Popsong von Walter Lloyd Gross (* 1909, † 1967) mit einem Text von Jack Lawrence aus dem Jahr 1946.
Die Komposition ist ursprünglich ein Song im Dreivierteltakt; das Thema umfasst 32 Takte und ist in der Liedform AB'AB" gehalten. Der Song wird im mäßig langsamen Tempo interpretiert. Zunächst wurde der Song 1947 von Sarah Vaughan gesungen, die damit bis auf Nummer 27 in der Hitparade kam. 1950 nahm der Saxophonist Lynn Hope den Song auf und kam bis zu Platz 19 in den Pop-Charts des Billboard Magazine. Flächendeckend bekannt wurde der Song durch Rosemary Clooney mit dem Orchester von Percy Faith. Clooneys Aufnahme des Titels erreichte zwar 1952 nur Platz 17 der Pop-Charts; die Platte verkaufte sich aber weiter, überschritt dabei die Millionen-Grenze und war bereits 1953 die am sechsthäufigsten verkaufte Platte. Zur weiteren  Popularität des Songs trug dessen Verwendung als Titelmusik für Clooneys TV-Show von 1956 bis 1957 bei. Auch in dem Film Torch Song von 1953 fand Tenderly Verwendung. 1961 hat Bert Kaempfert noch einmal mit einer Coverversion an den Erfolg anzuknüpfen versucht.
Zwischenzeitlich war Tenderly zu einem geradtaktigen Jazzstandard geworden; der Titel wurde von vielen Jazzmusikern aufgenommen, wie Louis Armstrong, Chet Baker, Clifford Brown, Benny Carter, Buddy DeFranco, Billy Eckstine, Duke Ellington, Ella Fitzgerald, Erroll Garner, Lionel Hampton, Ted Heath, Woody Herman, Billie Holiday, Stan Kenton, Gene Krupa, Carmen McRae, Red Norvo, Anita O’Day, Oscar Peterson, Bud Powell, Artie Shaw, George Shearing, Art Tatum, Mel Tormé und Dianne Reeves.